# Malina Prześluga
Malina Prześluga-Delimata (n. 27 mai 1983) este o dramaturgă și scriitoare poloneză. A absolvit Universitatea Adam Mickiewicz din Poznań. Este dramaturg la Teatrul de animație din Poznań și scrie in general dramaturgie și literatură pentru copii și tineret.

## Creație
Dramaturgie
- Bestia (regie Przemysław Jaszczak, 2015)
- Pastrana (regie Maria Żynel, 2015)
- Chomik Tygrys (regie Laura Słabińskiej și Dobrosław Bałaz [în teatre diferite], 2015)
- A morze nie (regie Michał Derlatka, 2015)
- Chodź na słówko 2 (regie Jerzy Moszkowicz, 2015),
- Pustostan (2014)
- Pinokio (după motivul operei omonime a lui Carlo Collodi, regie Robert Drobniuch, 2014)
- Smoki (regie Marián Peck, 2014)
- 35 maja (adaptat după opera omonimă a lui Erich Kästner, regie Paweł Aigner, 2014)
- Kwaśne Mleko (regie Ula Kijak, 2013)
- Dziób w dziób (regie Piotr Cieplak, 2013)
- Chodź na słówko (regie Jerzeg Moszkowicz, 2013)
- Arabela (după motivul serialului TV ceh omonim, regie Paweł Aigner, 2012)
- Stopklatka (regie Jakub Zubrzycki)
- Pręcik (regie Zbigniew Lisowski, 2011)
- Nic, Dzika Mrówka, Adam i Ewa (regie Robert Mirzyński și Zbigniew Lisowski [în teatre diferite], 2011)
- Najmniejszy Bal Świata
- Bleee... (regie Laura Słabiński, 2011)
- Stephanie Moles dziś rano zabiła swojego męża, a potem odpiłowała mu prawą dłoń (monodramă jucată în cadrul Laboratorului de dramaturgie din Varșovia în 2010; regie Kuba Kowalski)
- Grande Papa (2009)
- Jak Jest (2007)

Literatură
- Bajka i Majka (Tashka, 2013),
- Ziuzia (Tashka, 2012)
- Ziuzia i coś niezwykłego (Tashka, 2014)
- Bajka o włosie Patryku (Tashka, 2014)
- Bajka o starej babci i molu Zbyszku (Tashka, 2014)

## Premii și distincții
- Premiul Ministrului Culturii și Patrimoniului Național „Margareta Omilanowskiej” pentru realizări în domeniul literaturii și dramaturgiei pentru copii (2015).
- Premiul II (premiul I nu a fost acordat) la un concurs al Teatrului Modern din Wrocław pentru fragmentul Garnitur Prezydenta (2015)
- Premiul juriului, al jurnaliștilor și al publicului la ediția a VI-a a concursului „Metafor Rzeczywistości” pentru drama Kwaśne Mleko (2013)[2]
- Cartea Anului, premiu oferit de filiala poloneză a IBBY pentru cartea Ziuzia (2013)[3]
- Medalia Tinerilor de Artă în domeniul Literaturii (2012)
- Mențiune la cea de-a XII-a ediție a festivalului Dwa Teatry⁠(d) pentru textul dramei Nic, Dzika Mrówka, Adam i Ewa (2012)[4]
- Marele premiu la un concurs de artă pentru copii și tineret organizat de Centrul de Artă al Copiilor de la Poznań⁠(d) (2013, 2011, 2010, 2007)[5]